# Pietro Antonio Crevenna

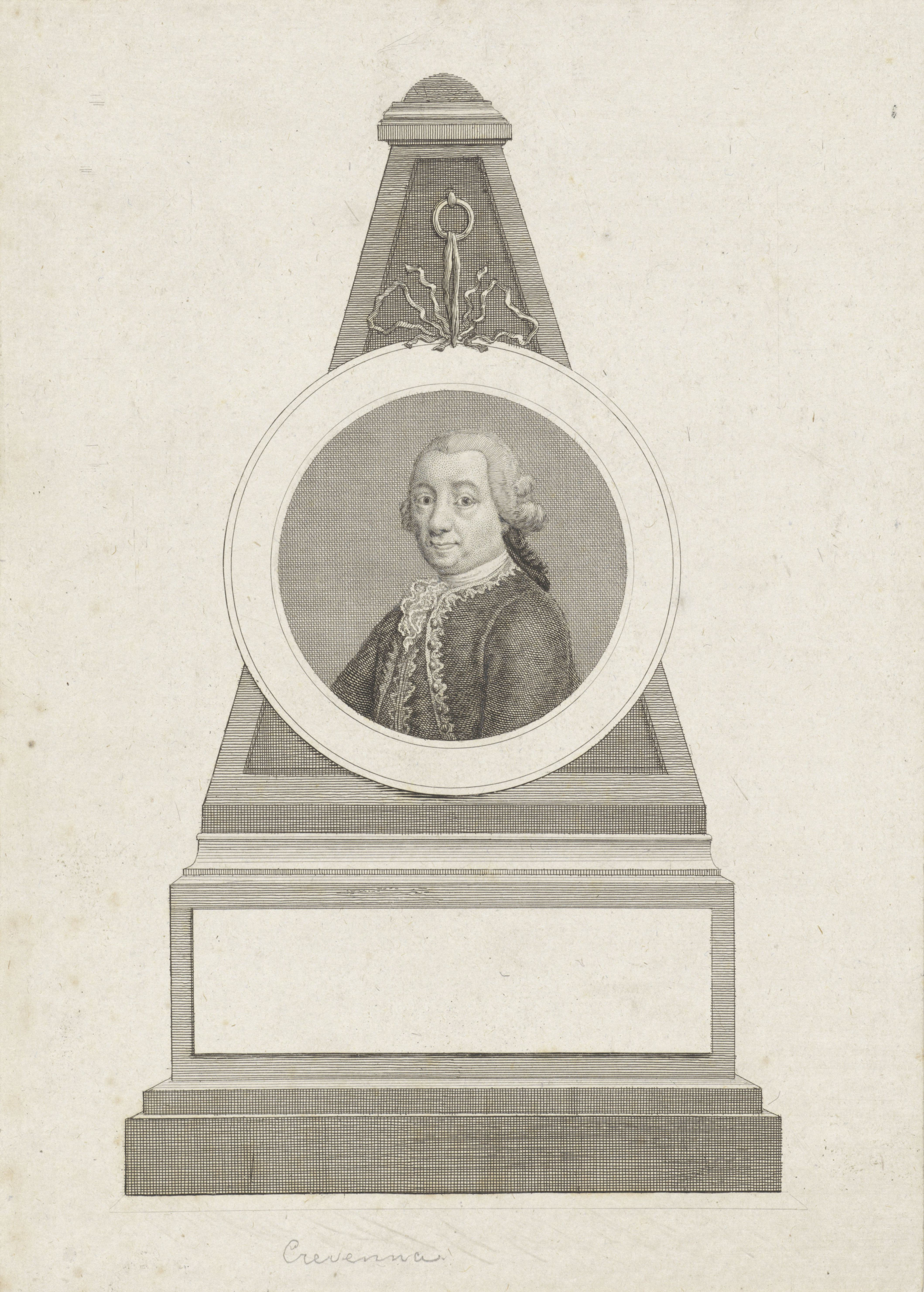
Pietro Antonio Crevenna

Pietro Antonio Crevenna, später Bolongaro-Crevenna nach seinem Schwiegervater (* in Mailand; † 8. Oktober 1792 in Rom) war italienischer Bibliograf und bibliophiler Kaufmann. 

## Biographie
Pietro Antonio Crevenna wurde vermutlich Anfang der 1740er-Jahre in Mailand geboren. In anderen Quellen tauchen auch die Geburtsjahre 1720 und 1735 auf. Sein genaues Geburtsdatum ist jedoch nicht bekannt. In seiner Heimatstadt besuchte er das Gymnasium der Jesuiten in Brera. Unter seinem Lehrer für Rhetorik, dem Jesuiten Guido Ferrari, entwickelte er sein Interesse für Literatur und seine Liebe zur Kultur.
Durch den umfangreichen Nachlass seines Schwiegervaters Giacomo Filippo Bolongaro, dessen Nachnamen er später anfügte, kam er zu Vermögen. Ab der zweiten Hälfte des 18. Jahrhunderts war er als Kaufmann in Amsterdam tätig.
Der bibliophile Bolongaro-Crevenna stellte mit beträchtlichem finanziellem Aufwand eine wertvolle Privatbibliothek auf. Gegen Ende seines Lebens besaß er über 1000 Inkunabeln und über 260 Handschriften. Beim Aufbau seiner Sammlung legte er großen Wert auf den einwandfreien Zustand der Exemplare. Er konnte seine Bibliothek auch dank der Hilfe zahlreicher Bibliografen und illustrer Persönlichkeiten, wie des Astronomen Barnaba Oriani, aufbauen. In der Folge veröffentlichte er unter anderem mit Hilfe einiger Bibliografen mehrere Kataloge.
Nachdem er in finanzielle Schwierigkeiten geraten war, musste er 1790 seine Sammlung versteigern lassen. Einige Werke behielt er für eine geplante, aber nie vollendete Geschichte des Buchdrucks zurück. Pietro Antonio Bolongaro-Crevenna starb während einer Italienreise am 8. Oktober 1792 in Rom. Kurz darauf wurden auch die Reste seiner Privatbibliothek verkauft.
Bibliografischen Wert haben seine Kataloge: Catal. raisonné de la collection des livres de M. Crevenna, Amsterdam 1776, 6 Bände; Catal. des livres de la bibliothèque de M. Crevenna, Amsterdam 1789, 6 Bände; Cat. de la bibl. de feu M. Crevenna, Amsterdam 1793.